# Loulé
Loulé (en arabe : الولية Al-Ulya) est une ville et municipalité portugaise du district de Faro en Algarve, d'une superficie de 764,2 km2.

## Étymologie
Appelée Al-Ulya par les arabes du VIIIe siècle.

## Histoire
On a trouvé sur le site de la ville des traces d'habitations circulaires propres aux nomades, remontant au Paléolithique, et les grottes des environs ont été occupées depuis la même période. Les fouilles et trouvailles révèlent cependant plus d'objets datant du Néolithique (4 000 à 1 500 BC). Jusqu'aux Romains, l'exploitation minière fut un moteur principal justifiant la présence humaine dans la région. À l'époque romaine il y avait plusieurs villages côtiers vivant de pêche et de salage des poissons. On en trouve une trace évidente par la villa romaine de Cerro da Vila à Vilamoura, avec ses mosaïques et ses bains. Les Romains s'installèrent aussi sur le site du château de Loulé.
Les Visigoths ne laissèrent pas de trace de leur passage. Mais les Maures firent de Loulé un centre urbain important du VIIIe au XIIIe siècle.
Lors de la reconquête chrétienne des XIIe et XIIIe siècles, Loulé laissa les maures s'installer dans des mourarias en dehors des murs de la ville. De plus et principalement, une foire fut instituée en 1291. Ces deux traits firent perdurer l'importance de la ville pour l'Algarve de l'époque en tant que centre commercial.

## Géographie
Loulé est limitrophe :
- au sud, de Almodôvar ;
- à l'ouest, de Alcoutim, Tavira et São Brás de Alportel ;
- au nord, de Faro ;
- au nord est, de Albufeira ;
- à l'est, de Silves.

Loulé est bordée au sud par l'océan Atlantique 15 km du centre de la ville.

### Climat
Loulé bénéficie d'un climat méditerranéen aux étés chauds et secs et aux hivers doux et humides. La température en été varie de 19 °C à 27 °C et en hiver de 8 °C à 15 °C. L'ensoleillement est important avec 2 500 heures par an.

## Démographie
| 1801   | 1849   | 1900   | 1930   | 1960   | 1981   | 1991   | 2001   | 2011   |
| ------ | ------ | ------ | ------ | ------ | ------ | ------ | ------ | ------ |
| 13 503 | 16 137 | 44 403 | 44 026 | 45 126 | 44 051 | 46 585 | 59 160 | 70 622 |

## Monuments

### Église Saint-Clément (Igreja Matriz)

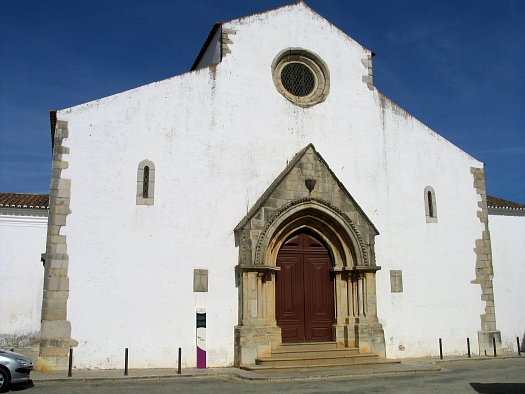
Église de Saint Clément de Loulé

Église principale de Loulé, ses fondations remontent au XIIIe siècle. Son porche et sa petite entrée remontent au XVIe siècle. Les chapelles ont des retables du XVIIIe siècle sculptés et dorés à l'or. L'église contient une statue de la Vierge et l'Enfant du XVIe siècle, et une autre de Notre-Dame de l'Assomption (Nossa Senhora da Assunção) du XVIIe siècle.

### Église Notre-Dame de la Conception (Ermida de Nossa Senhora da Conceiçao)
Datant du XVIIe siècle, cette église sans prétentions a été construite en célébration de l'indépendance du Portugal sur le site d'un oratoire du XVIe siècle, près de l'une des portes de la ville. Elle contient de belles décorations et statues. Certaines dépeignent la vie de la Vierge. Le peintre algarvéen Rasquinho (XIXe siècle) y a peint une Vierge au plafond.

### Église de l'Ordre Tierce de Saint François (Order Terceira de São Francisco)
Elle contient un beau tabernacle en forme de pélican.

### Église Notre-Dame de Piété (Nossa Senhora da Piedade-Mãe Soberana)
Son nom local est Mãe Soberana. Construite au XVIIIe siècle en haut d'une colline sur le site d'une ancienne église, cette église à l'architecture simple a de belles vues sur la mer et la campagne. Le retable de l'autel principal date du XIe siècle. Une croix en azulejo sur un mur date du XVIIIe siècle. La statue de Notre-Dame est du XVIIe siècle. Chaque année au deuxième dimanche après Pâques, elle est portée en procession et en courant le long du raidillon qui mène à l'église. Elle est surmontée d'un très large dôme.

### Monastère de la Grâce (Graça)
En ruines, il ne reste que son porche d'église gothique avec des lettres décorées de végétaux. On voit une étoile faite de triangles entrelacés sur les vestiges du tympan.

### Église de la Miséricorde (Misericórdia)
Construite au XVIe siècle dans le style manuelin, il contient entre autres une statue en albâtre provenant du monastère de la Grâce.

### Château
Il domine la ville du haut de sa colline. Ses murs de fortification font environ 940 m de longueur et incluent trois tours, une poivrière et des remparts surmontés d'un chemin de ronde. Il y a un puits dans la cour, et l'arche de l'ancienne porte menant à la ville. Les quartiers d'habitation (alcaidaria) sont estimés du XIVe siècle. Ils ont été reconstruits au XVIIIe siècle après le tremblement de terre de 1755 qui a dévasté la région. Le château a eu la visite de Pierre Ier en 1359, Alphonse V en 1458 après sa victoire d'Alcaçer Ceguer, et Sébastien 1er en 1573. Des murs de fortifications il ne reste que deux tours et quelques pans de mur.

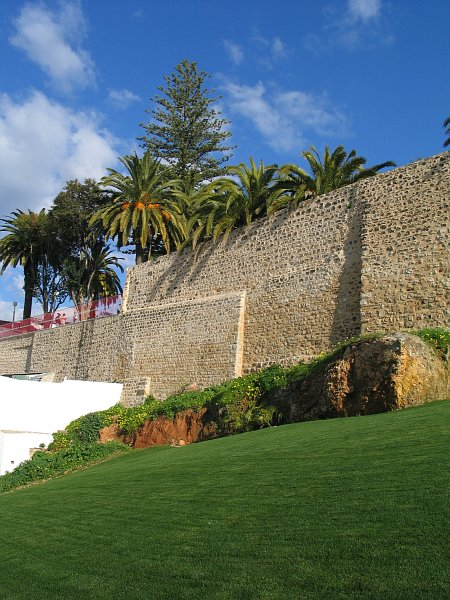
Mur de fortifications de Loulé
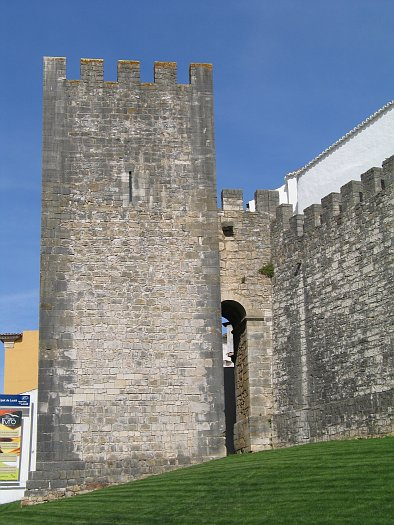
Tour du château de Loulé

### Musée du Saint-Esprit (Museu do Espírito Santo)
Ce musée tient son nom de ce qu'il est situé dans une aile restaurée du couvent du Saint-Esprit, fondé au XVIIe siècle et qui a perduré jusqu'en 1836 quand il a été exproprié. Il contient des expositions d'art et d'histoire du textile à Loulé et environs. On y voir une "roue d'orphelin", un objet qui permettait de laisser les nouveau-nés et jeunes enfants non désirés aux bons soins du couvent. Le monastère lui-même datait des XVIIe et XVIIIe siècles, et avait été très endommagé par le tremblement de terre de 1755.

### Musée municipal
Il est situé dans les logis du commandant du château, et abrite des collections archéologiques, ethnographiques et industrielles d'objets provenant de la municipalité. Le même bâtiment abrite aussi les archives historiques municipales.

### Pont romain d'Alamos

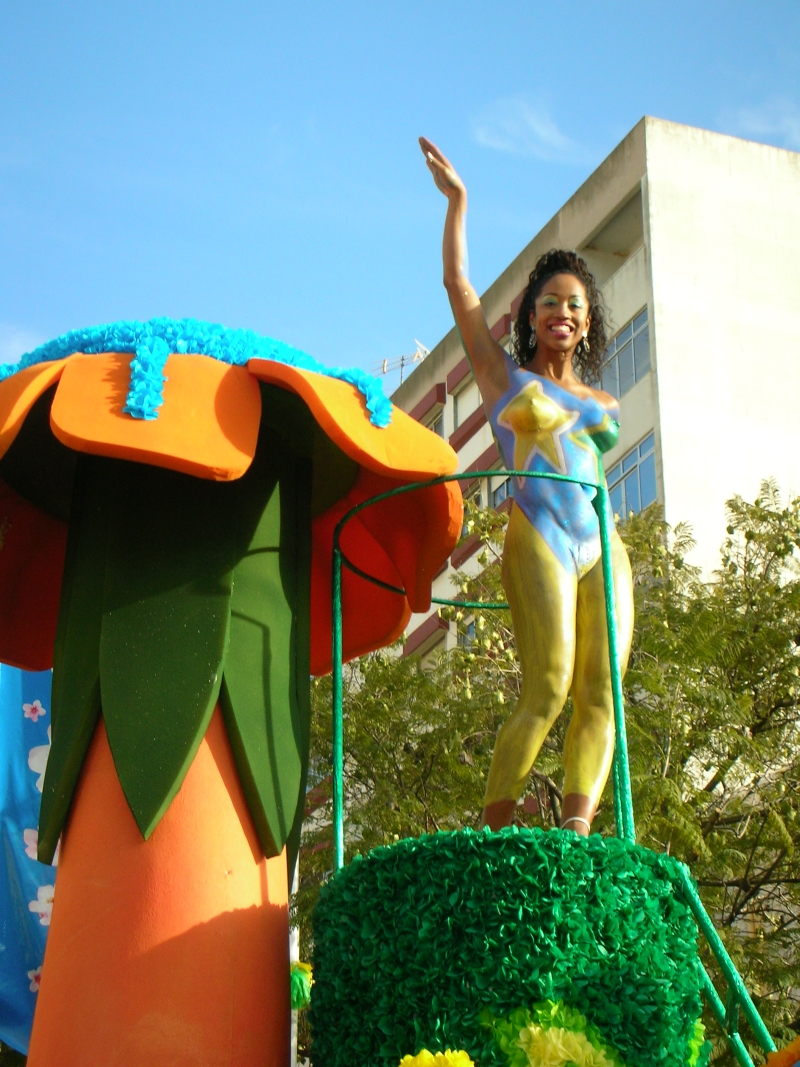
Carnaval de Loulé

Modeste pont romain à deux arches.

## Tourisme
Le carnaval de Loulé, en février, est l'un des plus renommés du Portugal.
Il y a aussi un festival religieux en mars, le Romaria da Senhora da Piedade.
On trouve un marché journalier dans la nouvelle halle de style mauresque.
Les environs ne comptent pas moins de 11 terrains de golf, et de nombreuses plages tout au long de la côte. D'est en ouest :
- Rocha Baixinha, à la fin des falaises et proches des champs. Accès facilité pour handicapés ;
- Vilamoura, un complexe touristique très développé ;
- Quarteira, belle plage, bordée d'immeubles ;
- Forte Novo, au bout de la plage de Quarteira, moins "high-tech" ;
- Almargem (Cavalo Preto), souvent inondée par le ruisseau Almargem on y trouve donc des creux naturels où l'on peut se baigner. Elle fait partie des plages plus naturelles ;
- Trafal & Loulé Velho, où l'on peut voir des vestiges romains (aqueduct, mécanismes hydrauliques, cuves à poisson).
- Vale de Lobo, Garrão Poente et Garrão Nascente, plages bordées de falaises ;
- Quinta do Lago, à la pointe ouest du parc naturel de Ria Formosa et néanmoins faisant partie d'un complexe touristique de luxe ;
- Ancão, dans le parc naturel de Ria Formosa.

Au-delà vers l'est, mais toujours proches, suivent les plages de Faro principalement situées dans le parc naturel de Ria Formosa :
- Plage de Faro ;
- Ilha Deserta (île déserte) ;
- Farol et Hangares ;
- Culatra[6].

## Environs
À 2 km à l'ouest de Loulé se trouve la chapelle du XVIe siècle Notre-Dame de Piété (Nossa Senhora da Piedade), avec de belles vues sur la campagne.
Salir, à 15 km à l'est de Loulé, contient les vestiges d'un château arabe.
Alte, village réputé comme le plus typique de l'Algarve et où on trouve les sources de la rivière Alte, est à 25 km au nord-ouest de Loulé.
L'Église Saint-Laurent au village côtier d'Almancil est à 6 km par la route EM521.
Les mines de sel de Loulé, d'où l'on extrayait un sel particulièrement pur, descendent de 230 m à 2 708 m de profondeur, avec plusieurs km de galeries.

## Personnalités

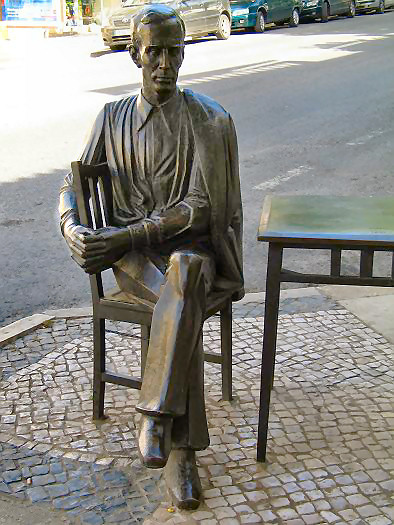
Statue d'António Aleixo, Loulé

- José Carlos Fernandes, auteur de bandes dessinées.
- Anibal Cavaco Silva, président de la République.
- António Aleixo, poète (Vila Real de Santo António, 18 février 1899 — Loulé, 16 novembre 1949)
- Joaquim Guerreiro (1966-2017), acteur.

## Subdivisions de Loulé
- Almancil
- Alte
- Ameixial
- Benafim
- Boliqueime
- Quarteira
- Querença
- Salir
- São Clemente
- São Sebastião
- Tôr

## Galerie

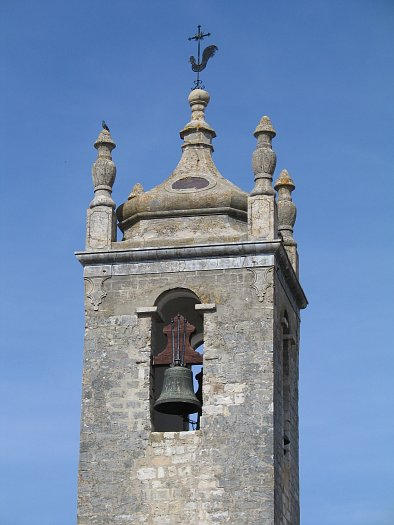
Clocher de l'église de Loulé
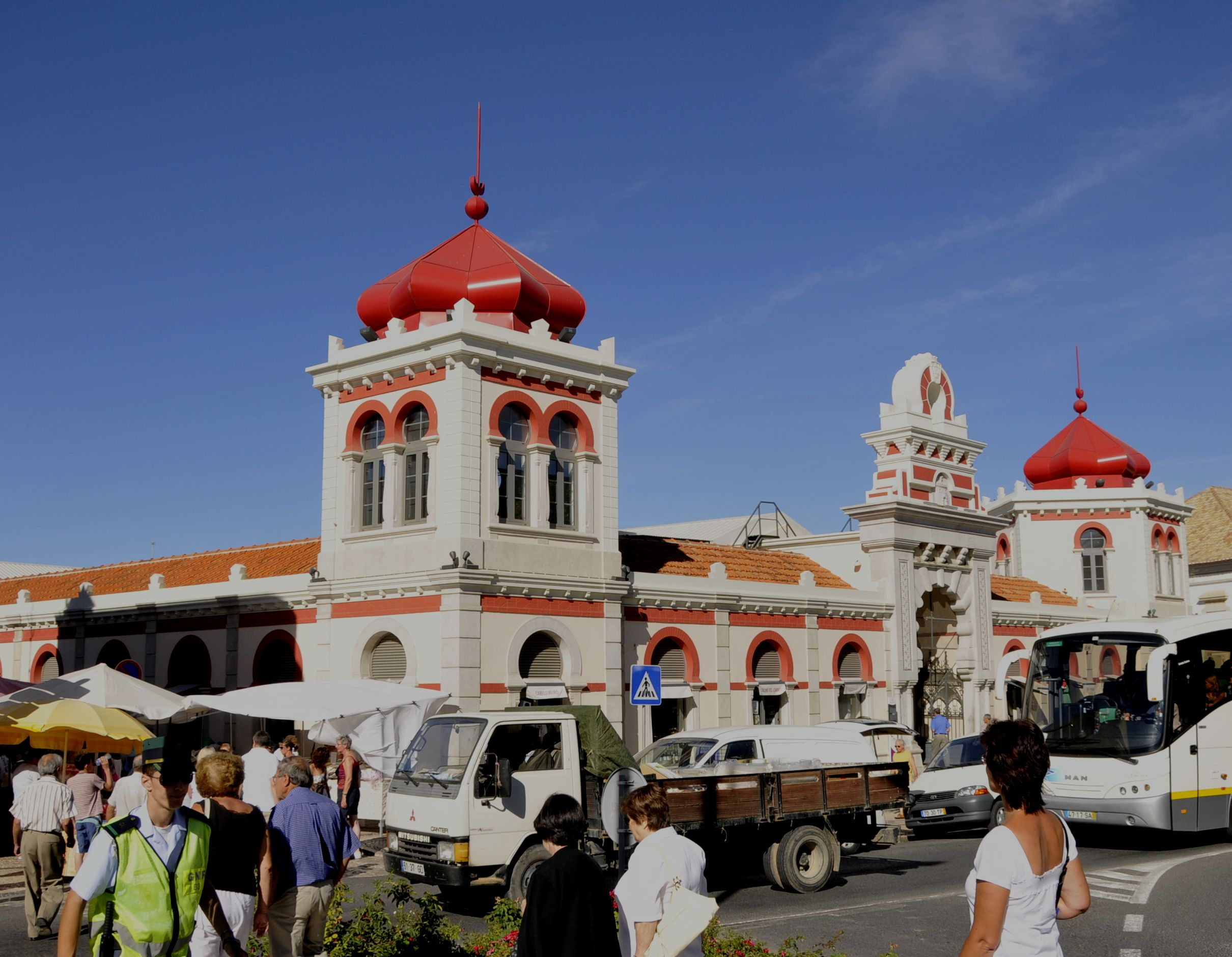
Halle du marché, Loulé
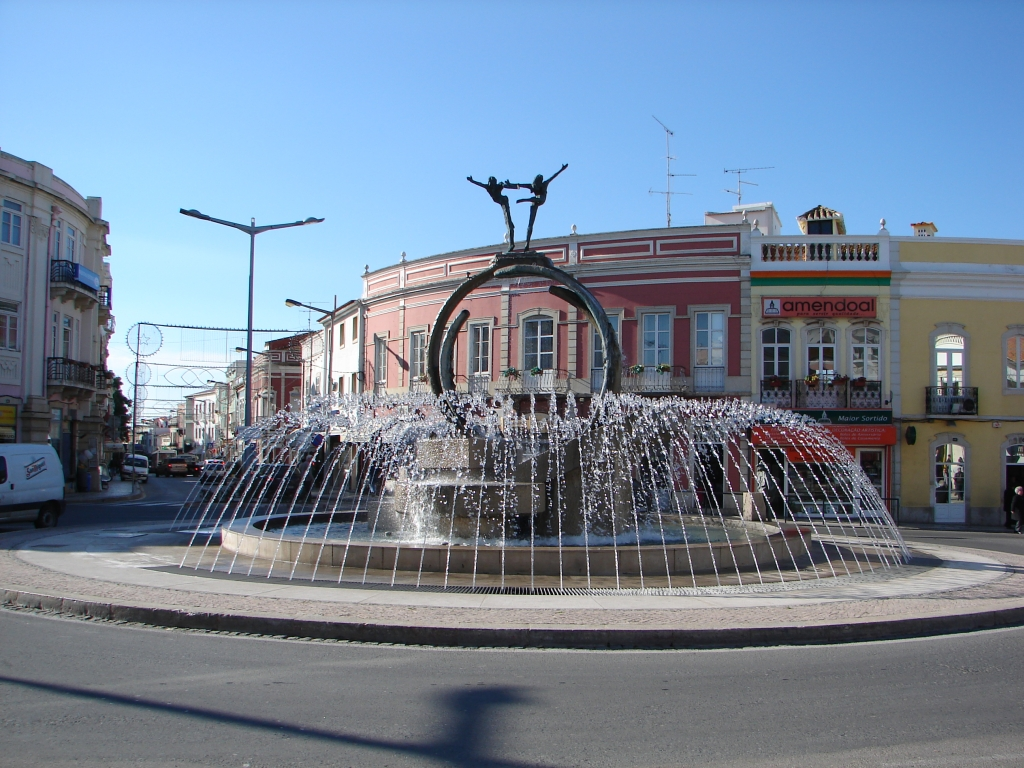
Place proche de la halle du marché
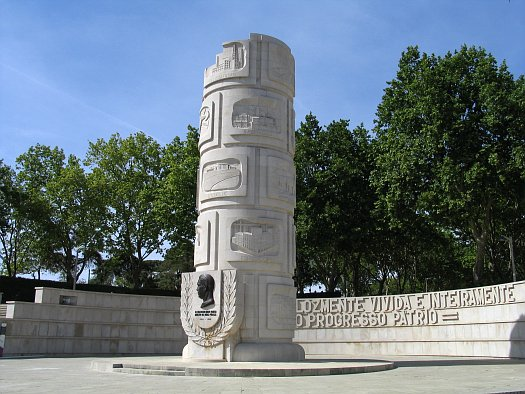
Monument Duarte Pacheco, Loulé
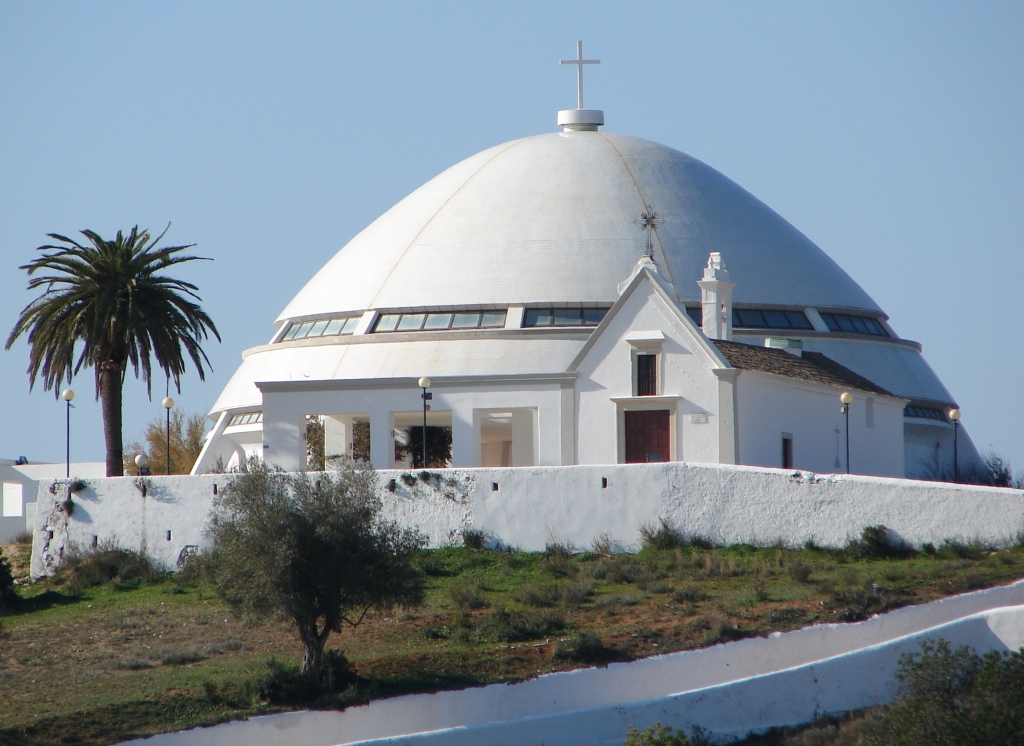
Église Notre-Dame de la Piété, Loulé
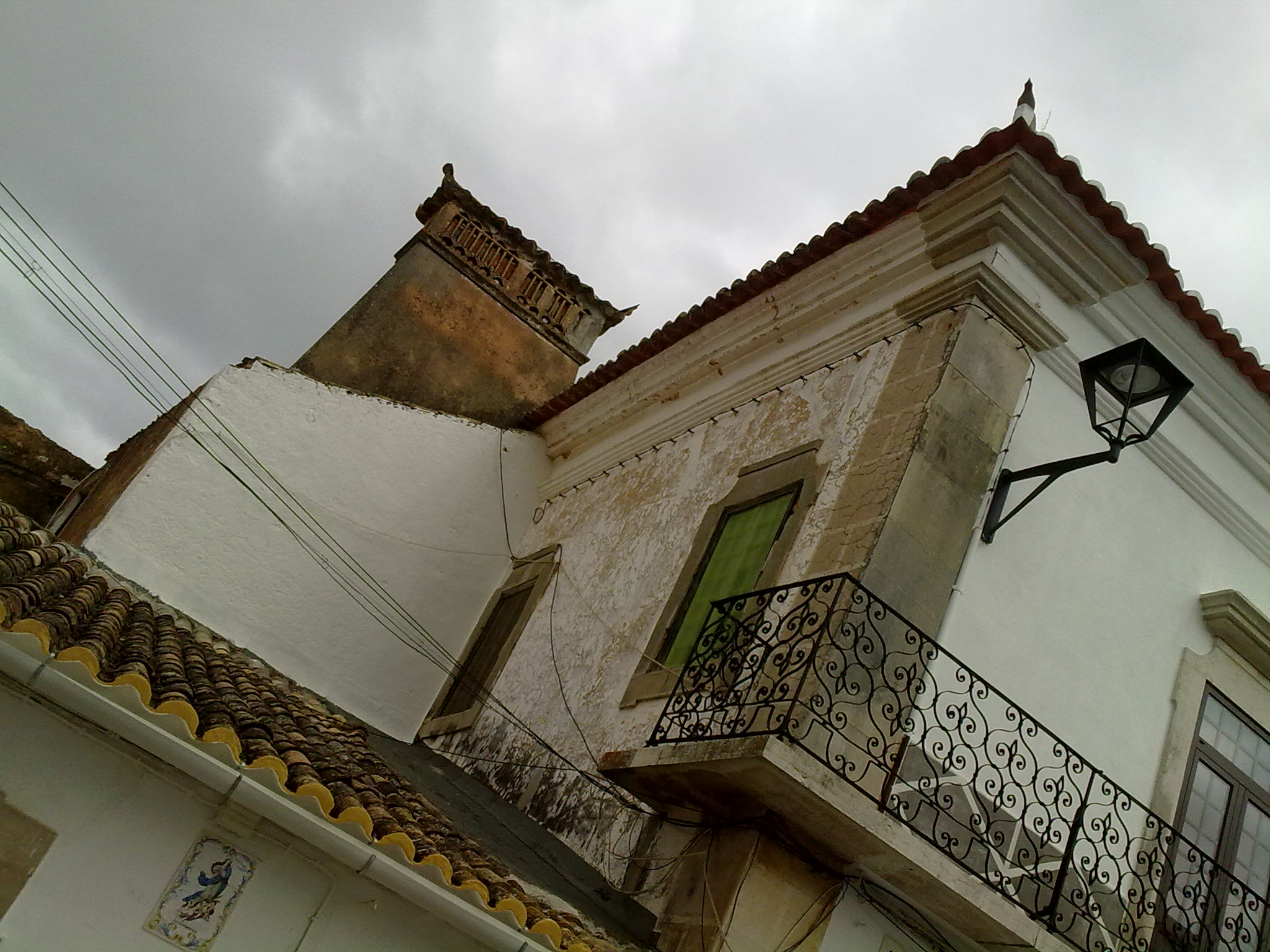
Maison et sa cheminée, Loulé
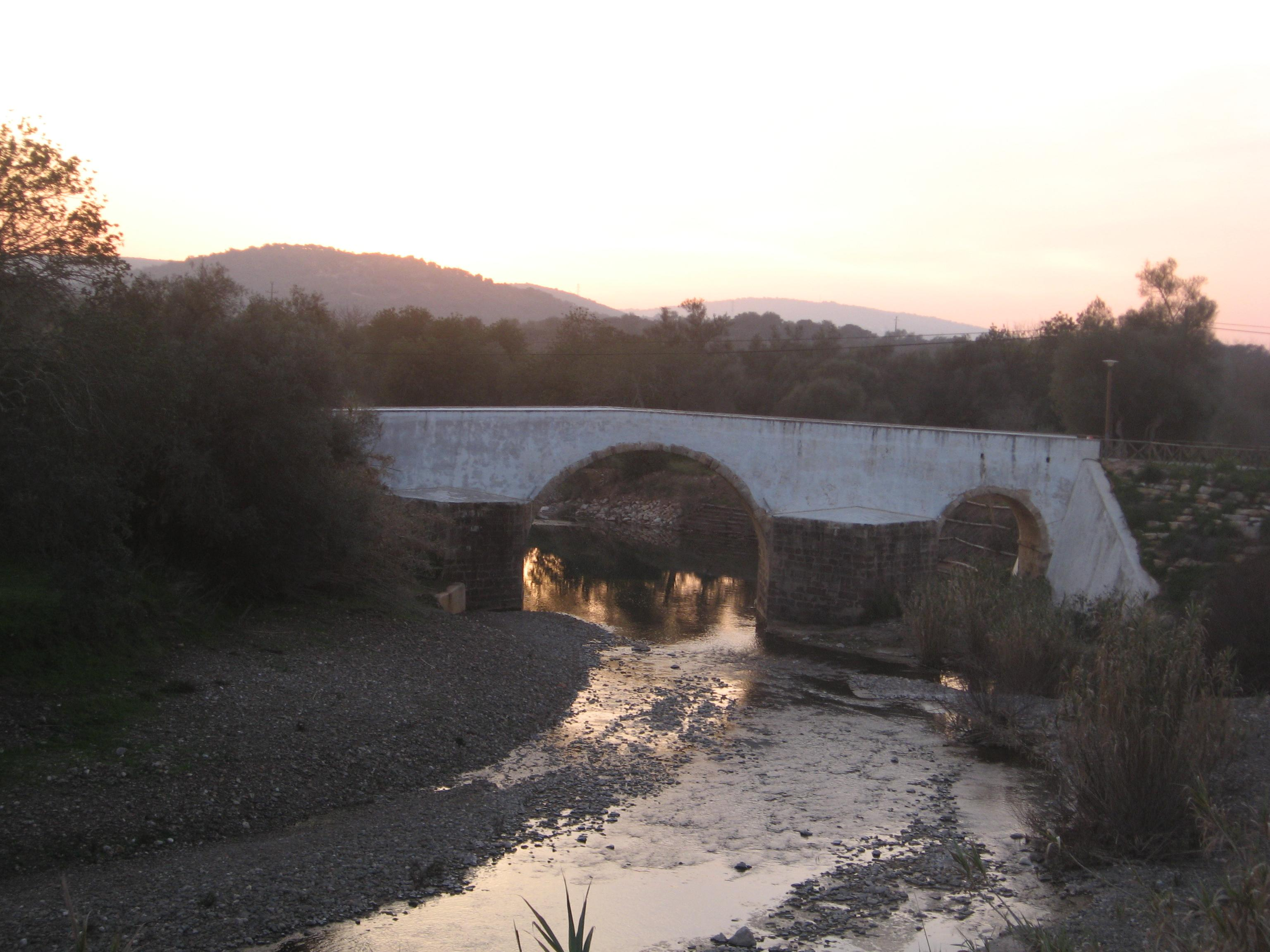
Pont romain d'Alamos
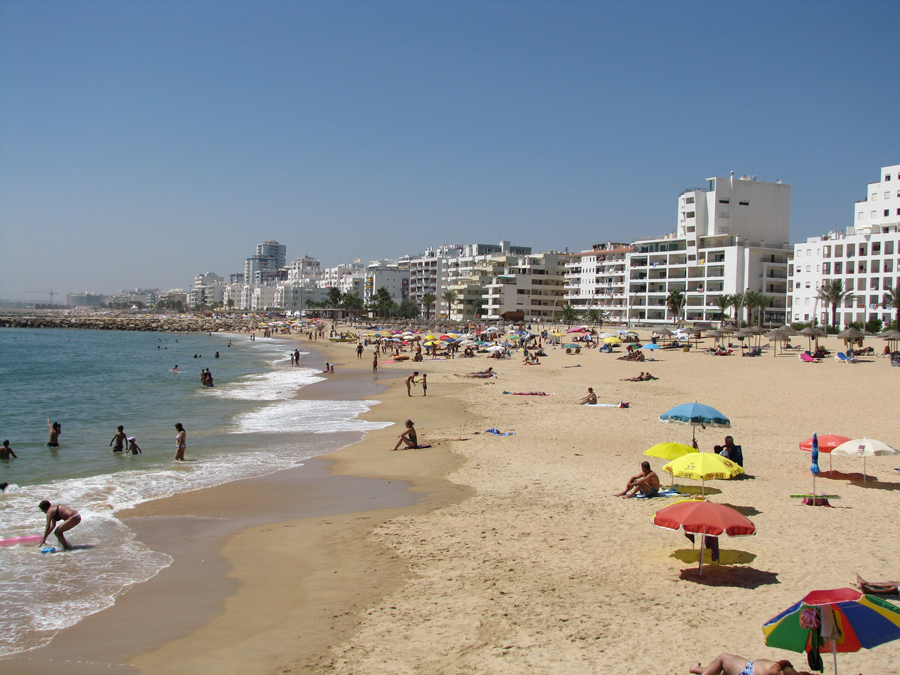
Plage de Quarteira
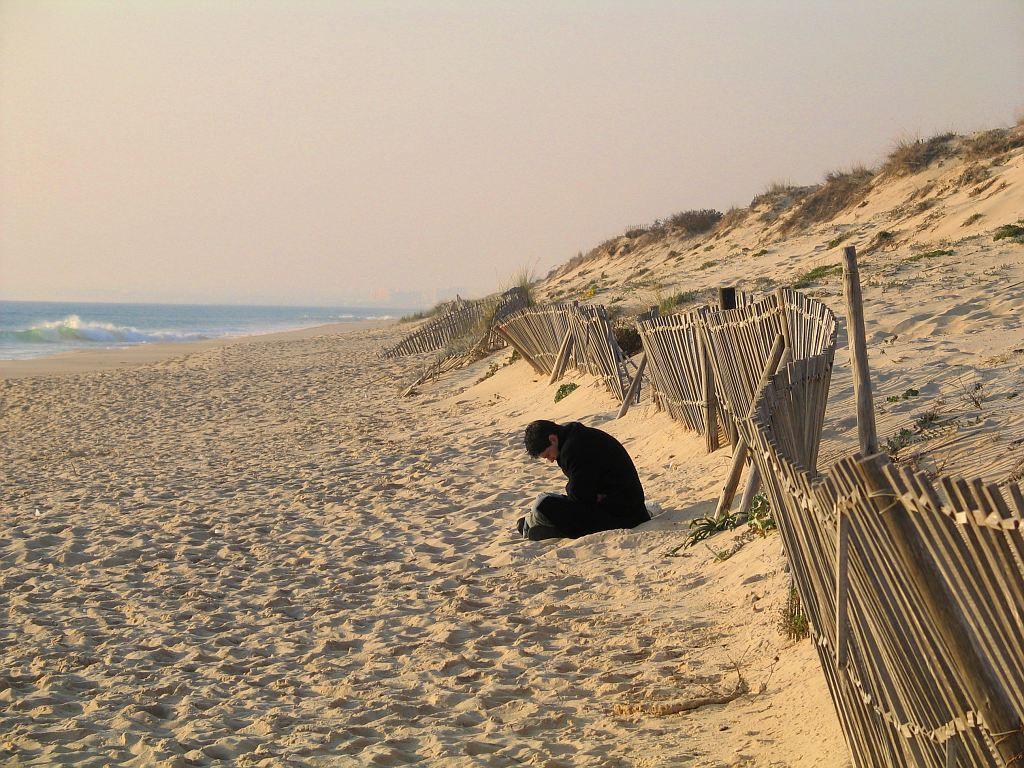
Plage de Quinta do Lago